# Gymnochthebius clandestinus
Gymnochthebius clandestinus är en skalbaggsart som beskrevs av Perkins 1980. Gymnochthebius clandestinus ingår i släktet Gymnochthebius och familjen vattenbrynsbaggar. Inga underarter finns listade i Catalogue of Life.